# 奥吉岛
奧吉島（俄語: Ого́й、布里亞特語: Уhагγй - 意為無水）是貝加爾湖之小海海峽最大的島嶼，形狀呈長條狀，約2.9公里長及0.6公里寬。位於撒拉-舒倫海角西沿岸的奧爾洪島及庫明斯基灣西湖濱的貝加爾湖，該島無人居住。

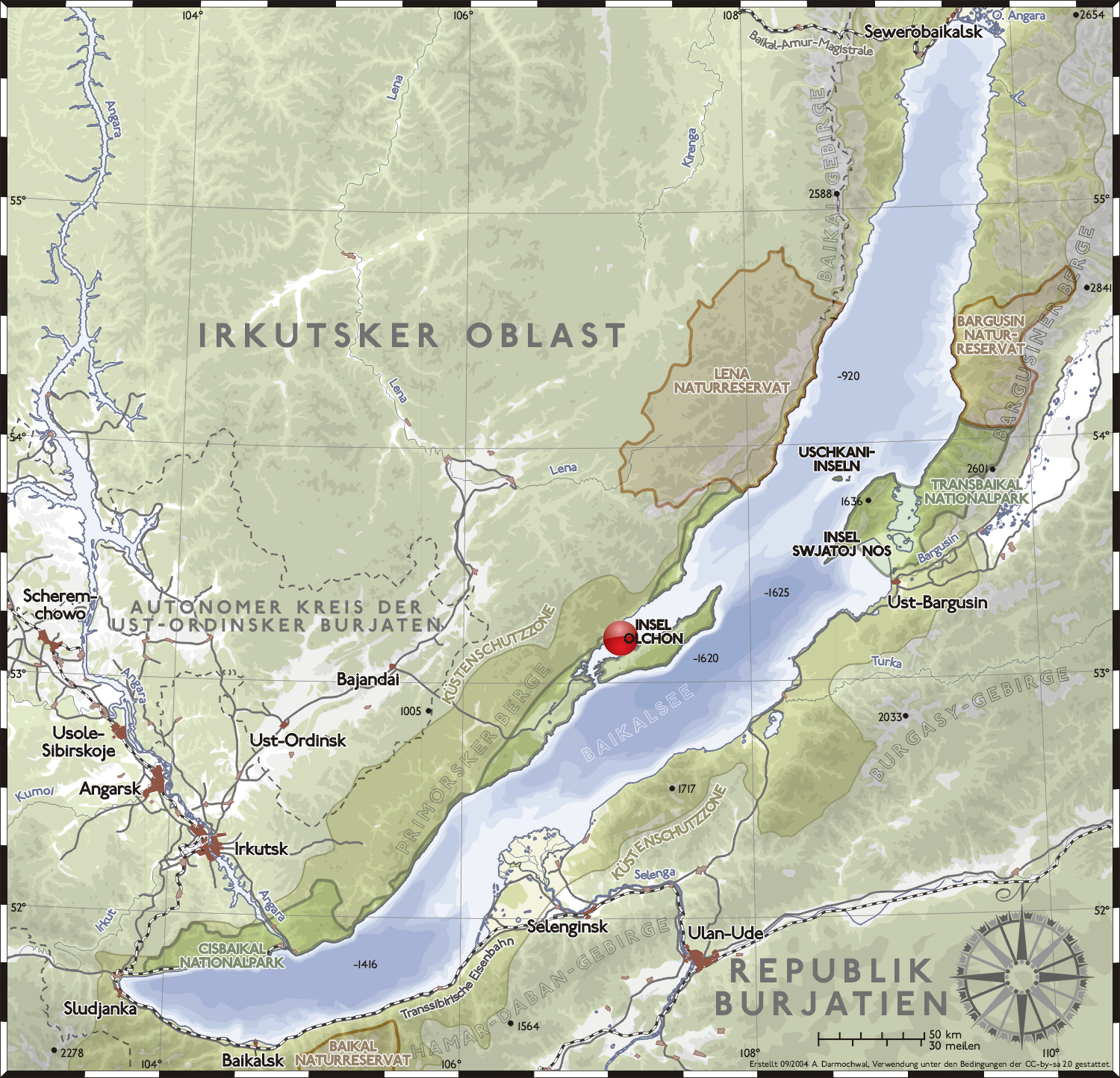
奧吉島地理位置

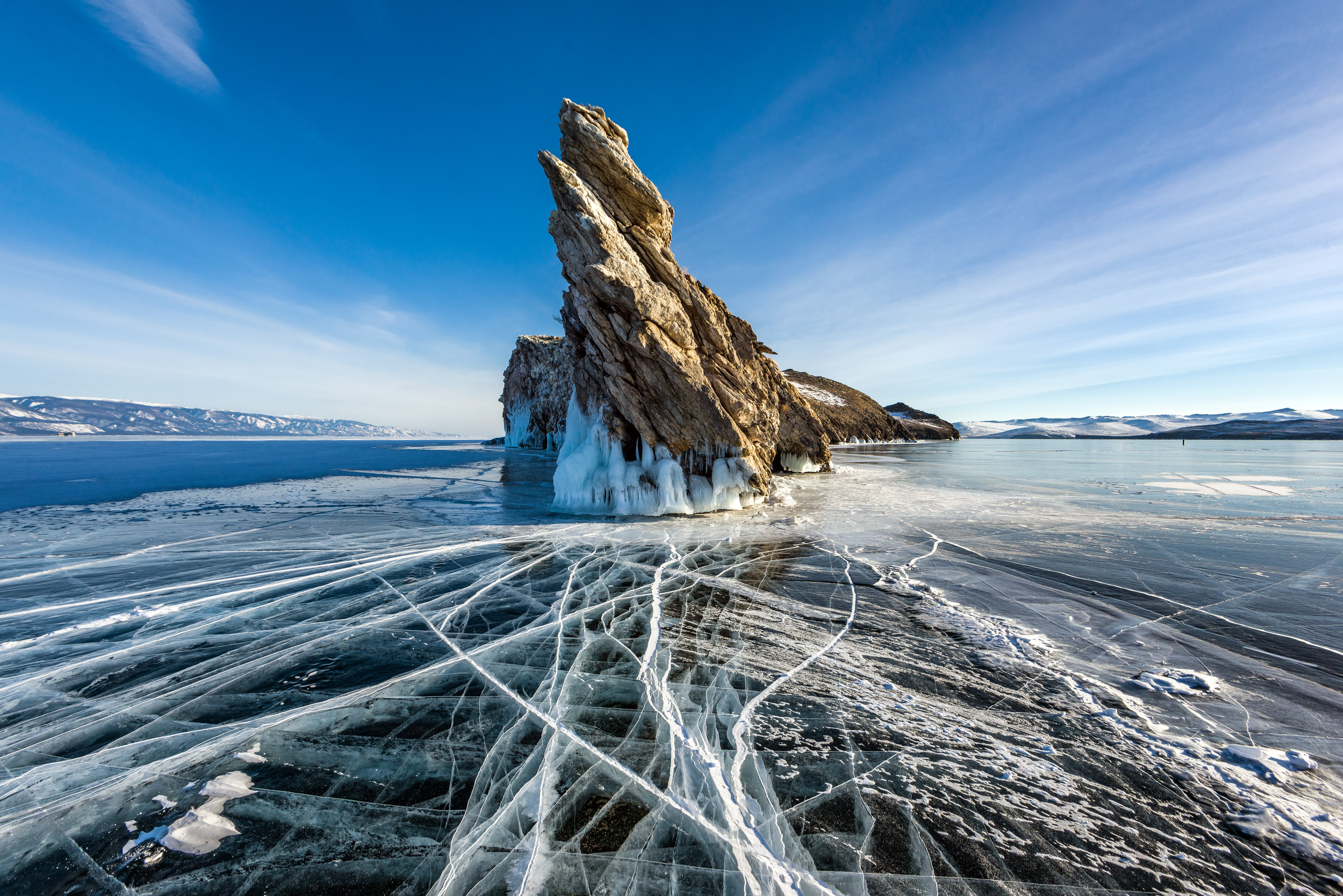
冬天的奧吉島